# Bernd Wargos

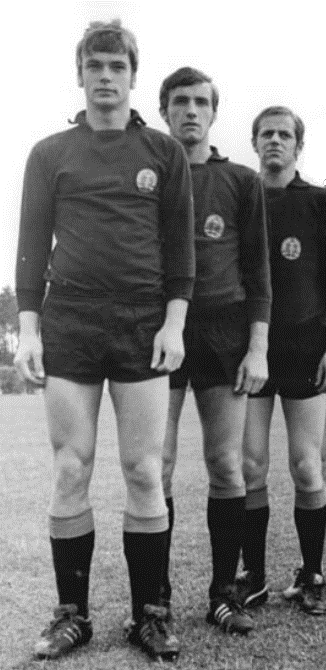
Bernd Wargos (Mitte) als Torwart der Junioren-Nationalmannschaft

Bernd Wargos (* 17. Januar 1953 in Waltersdorf; † 21. Juli 2017 in Berlin) war Fußballtorwart im Spielbetrieb des DDR-Fußballverbandes. In dessen erster Liga, der DDR-Oberliga, war er für den Berliner FC Dynamo und für den 1. FC Union Berlin aktiv. Er war mehrfacher DDR-Junioren-Nationalspieler.

## Sportliche Laufbahn

### Jugend
Wargos wurde 1963 in die Kindermannschaft der Betriebssportgemeinschaft (BSG) Chemie im östlich von Berlin gelegenen Fürstenwalde aufgenommen. Mit 14 Jahren wurde er nach Ost-Berlin zum Spitzenklub der Polizeisportvereinigung Dynamo, dem BFC Dynamo delegiert. Dort spielte er ab 1969 in der Juniorenmannschaft und empfahl sich dabei in den Spielen der Junioren-Oberliga für die DDR-Junioren-Nationalmannschaft. Am 26. November 1969 stand er zum ersten Mal für die Juniorenauswahl in einem Länderspiel im Tor, es war die Begegnung DDR – Niederlande (0:0). Bis 1971 bestritt er insgesamt neun Junioren-Länderspiele.

### BFC Dynamo
Ab 1971 wurde Wargos beim BFC im Männerbereich eingesetzt und spielte zunächst für den BFC II in der zweitklassigen DDR-Liga. Dort schloss er mit der Mannschaft die Saison als Staffelsieger ab. In der Saison 1972/73 vertrat er bereits den BFC-Stammtorwart Werner Lihsa, als dieser sich verletzte, in den letzten vier Punktspielen der Oberliga. Sein erstes Oberligaspiel fand am 13. Juni 1973 statt, als er bei der Partie Chemie Leipzig – BFC (0:0) in der 60. Minute für Werner Lihsa eingewechselt wurde. In seinen vier Oberligaspielen musste er fünf Gegentore hinnehmen. In den nachfolgenden Spielzeiten konnte Wargos die in ihn als Juniorennationalspieler gesteckten Erwartungen nicht erfüllen. Bis 1976 stand er stets im Schatten der BFC-Stammtorhüter Lihsa, Hans-Gustav Creydt und Reinhard Schwerdtner und wurde, wenn er nicht auf der Ersatzbank saß, in der zweiten Mannschaft des BFC eingesetzt.

### 1. FC Union Berlin
Noch vor dem Abschluss der Saison 1975/76 wechselte Wargos am 7. Mai 1976 zum Stadtrivalen 1. FC Union Berlin, obwohl dieser bereits vier Torhüter in der laufenden Spielzeit eingesetzt hatte. Knapp vier Wochen nach seinem Wechsel wurde Wargos im letzten und bereits unbedeutenden Spiel der Aufstiegsrunde zur DDR-Oberliga Union Berlin – Motor Werdau (0:0) erstmals in der ersten Union-Mannschaft eingesetzt. Diese hatte sich bereits vorher für die Oberliga qualifiziert, und für die Saison 1976/77 nominierte Trainer Heinz Werner Wargos als zweiten Torwart hinter Wolfgang Matthies. Dieser bestritt jedoch alle Oberligaspiele, Wargos kam nur in einem Pokalspiel der ersten Mannschaft zum Einsatz. Auch in den folgenden Spielzeiten 1977/78 und 1978/79 spielte Wargos nicht in der Oberliga. Erst als Matthies im November 1979 zum Armeedienst eingezogen wurde, war der Weg für Wargos frei, sich für einige Monate als Stammtorwart zu etablieren. Bereits zum Saisonende 1979/80 machte ihm schon der 21-jährige Andreas Hawa Konkurrenz. Am Saisonende musste Union wieder in die DDR-Liga absteigen. In der Liga-Saison 1980/81 setzte sich der Konkurrenzkampf zwischen Wargos und Hawa fort. Wargos bestritt 21 Pflichtspiele, Hawa kam auf zwölf Einsätze. Nach Ablauf der Saison, in der Union die Rückkehr in die Oberliga verpasst hatte, Torwart Matthies aber von der Armee zurückgekehrt war, verließ Wargos den Klub. In seinen sechs Jahren bei Union hatte er für die erste Mannschaft 40 Pflichtspiele bestritten, davon 15 in der Oberliga.

### Nach dem Leistungssport
Zur Saison 1981/82 schloss sich Wargos dem Ost-Berliner Drittligisten BSG Kabelwerk Oberspree an. Hier traf er auf seinen früheren Union-Widerpart Wolfgang Gehrke und wurde hinter ihm die Nummer zwei im KWO-Tor. 1982 stiegen die Kabelwerker für ein Jahr in die DDR-Liga auf, nach dem Abstieg 1983 wechselte der inzwischen 30-jährige Wargos zum DDR-Liga-Aufsteiger Motor Eberswalde. Dort war er nur noch dritter Torwart, und als Eberswalde ebenfalls nach einem Jahr wieder abstieg, beendet Wargos 1984 seine Laufbahn als Leistungssportler. Er schloss sich für drei Jahre dem Ost-Berliner Bezirksligisten SG Hohenschönhausen an und war danach noch als Hobbyfußballer bei der BSG Wartenberg aktiv. Beruflich war er als Sportlehrer tätig, das Sportlehrerdiplom hatte er bereits in den 1970er Jahren erworben. 1991 wurde Wargos Mitglied des BSG-Nachfolgevereins Wartenberger SV, für den er noch 2010 in der Ü-50-Mannschaft aktiv war. Im Berliner Fußball-Verband übernahm er den Posten des Pankower Bezirksschulobmanns.